# Делба
„Делба“ је југословенски филм из 1971. године. Режирао га је Бранко Гапо, а сценарио је писао Бранко Пендовски.

## Улоге
| Глумац           | Улога |
| ---------------- | ----- |
| Киро Ћортошев    |       |
| Љупка Џундева    |       |
| Панче Камџик     |       |
| Тодор Николовски |       |
| Владимир Светиев |       |